# Putbus
 Putbus város Németország Mecklenburg-Elő-Pomeránia tartományában. Rügen sziget és Pomeránia legrégebbi fürdőhelye.

## Városrészek
Városrészei:
| - Altkamp - Alt Lanschvitz - Beuchow - Darsband - Dolgemost - Dumgenevitz | - Freetz - Gremmin - Groß Stresow - Güstelitz - Kasnevitz - Klein Stresow | - Ketelshagen - Krakvitz - Kransevitz - Krimvitz - \|Lauterbach - Lonvitz | - Muglitz - Nadelitz - Neuendorf - Neukamp - Neu Lanschvitz - Pastitz | - Posewald - Strachtitz - Vilmnitz - Wobbanz - Wreechen - Vilm sziget |

## Története
Putbus vidéke 1325/26-ig a Rügeni fejedelemséghez tartozott. Putbust írott forrásban elsőként 1286-ban említik, mint egy nemes szláv család székhelyét. A 14. századtól Pomerániához tartozik. 1648–1815 között svéd fennhatóság alatt állt.
A Bad Doberan és Heiligendamm mintájára Malte zu Putbus fejedelem 1808 és 1823 között kiépítette rezidenciáját. 1816-ban nyílt itt az első rügeni tengeri fürdő.
1952 és 1955 között a város járási székhely volt. 1960. július 2-án teljes városi jogot kapott.

## Turistalátványosságok

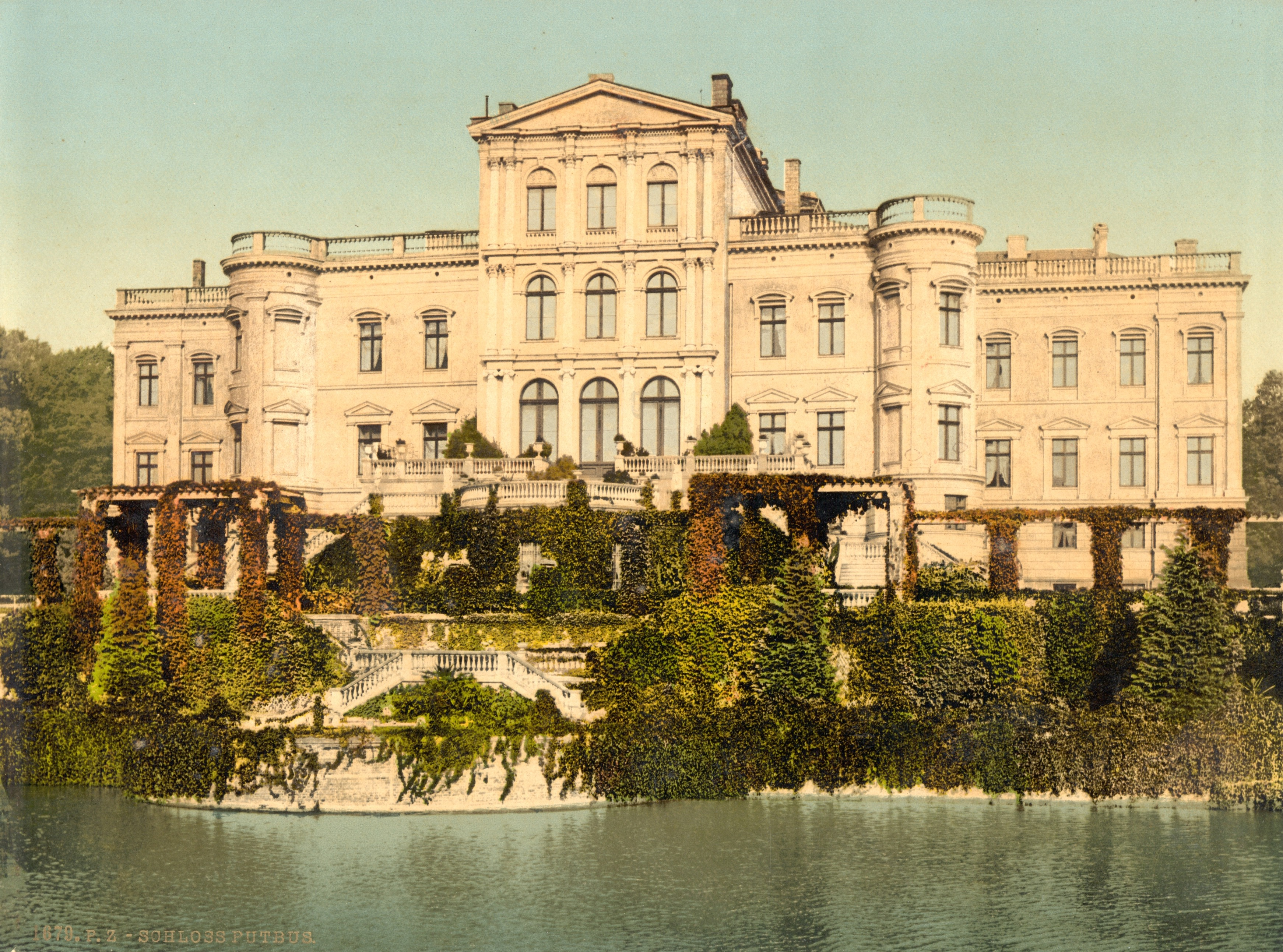
A kastély 1900-ban (1964-ben lebontották)
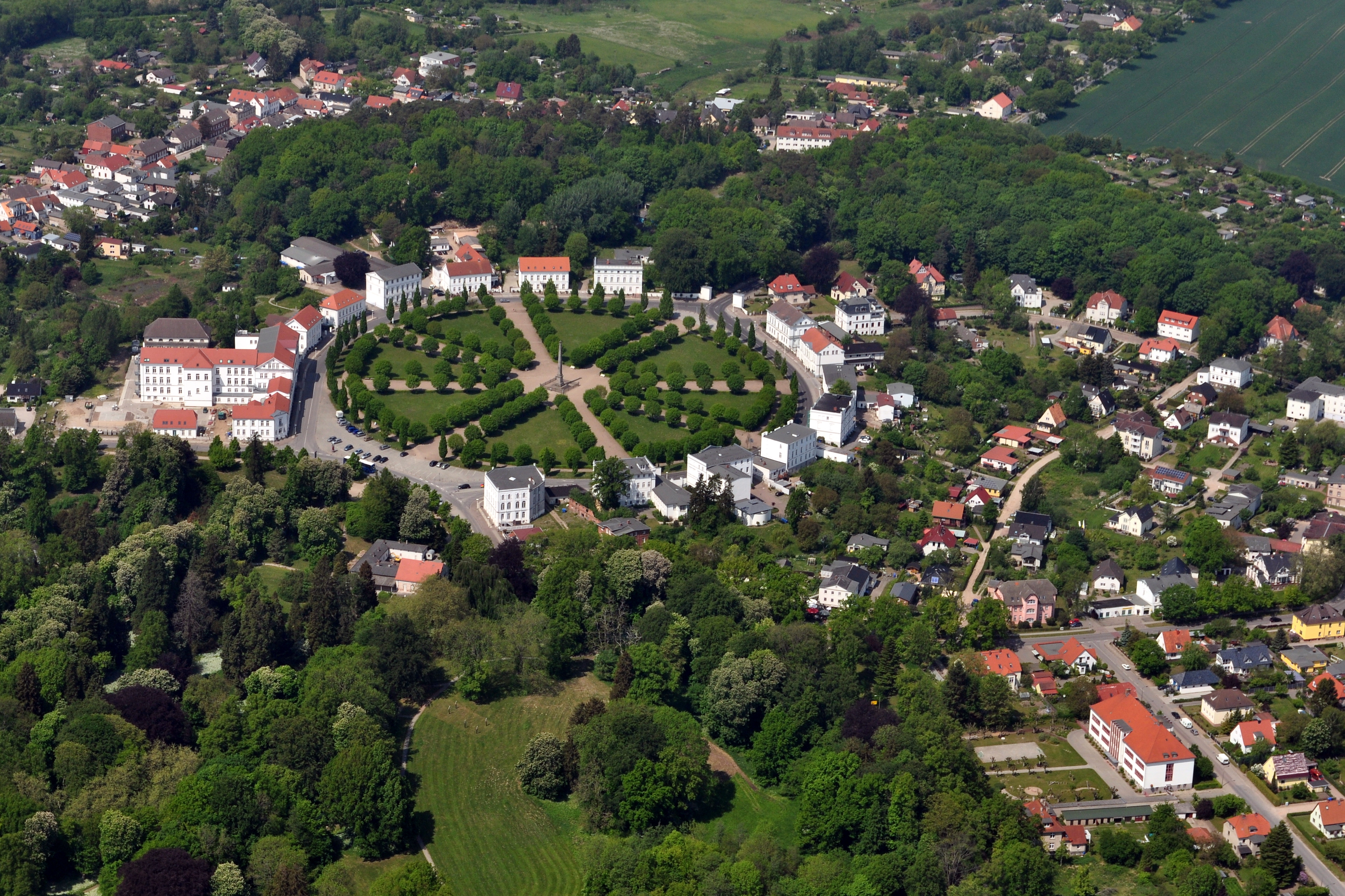
a kastély parkja
- pálmaház (Orangerie)
- hercegi lóistálló (Marstall)
- kastélytemplom
- mauzóleum
- kastélyrom
- színház
- Circus
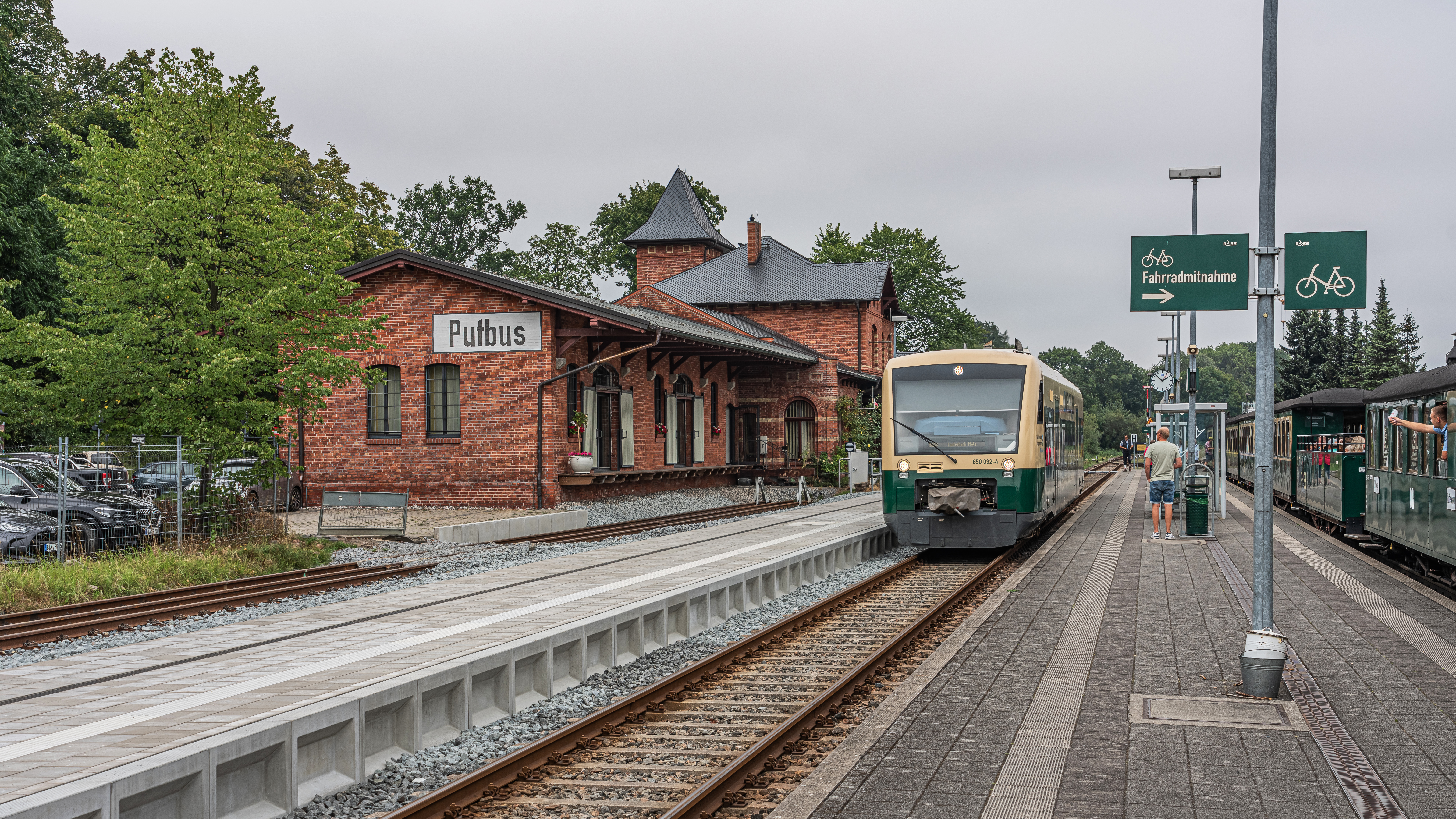
gőzös kisvasút (Rasender Roland)
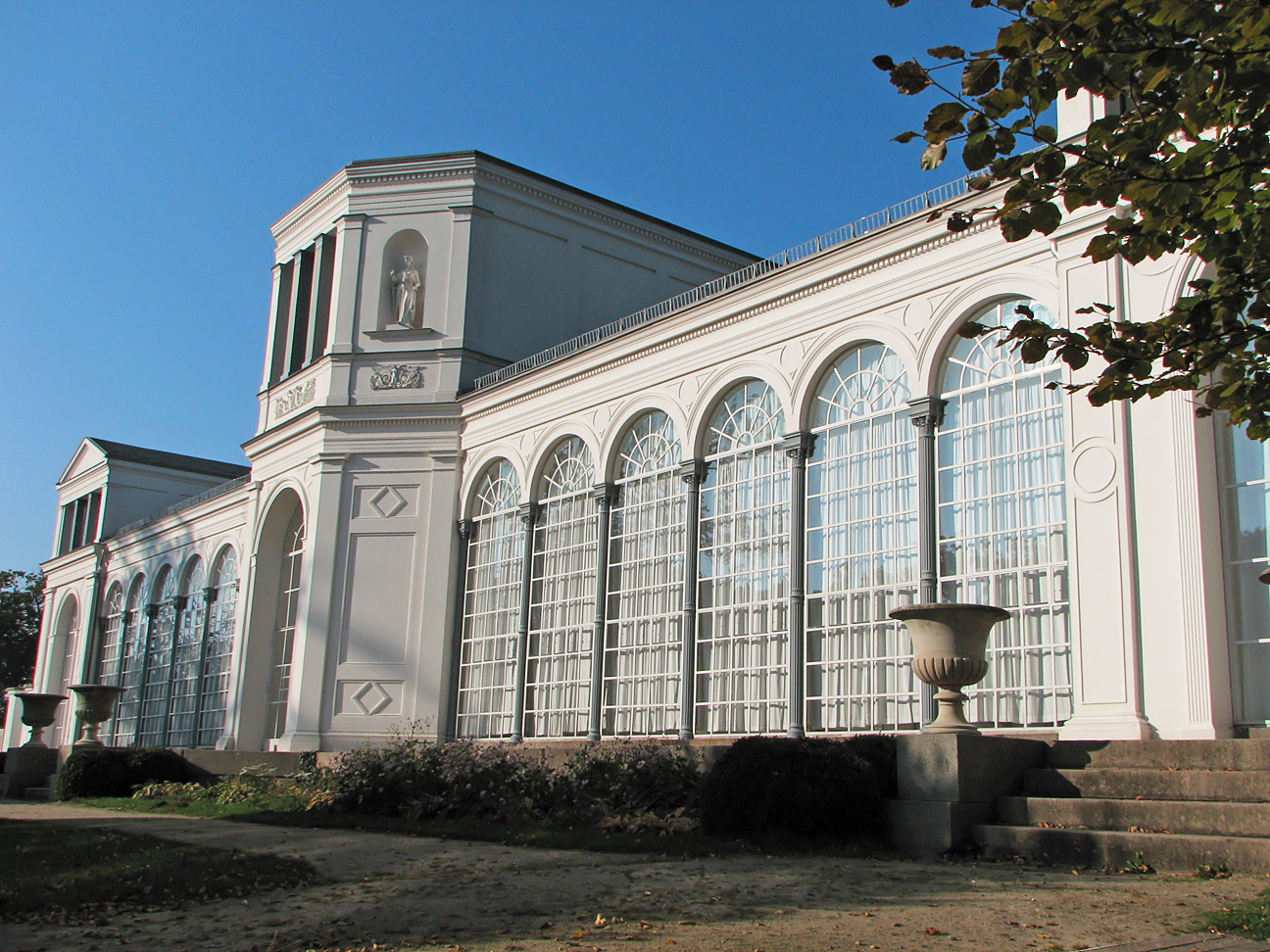
A pálmaház (Orangerie)
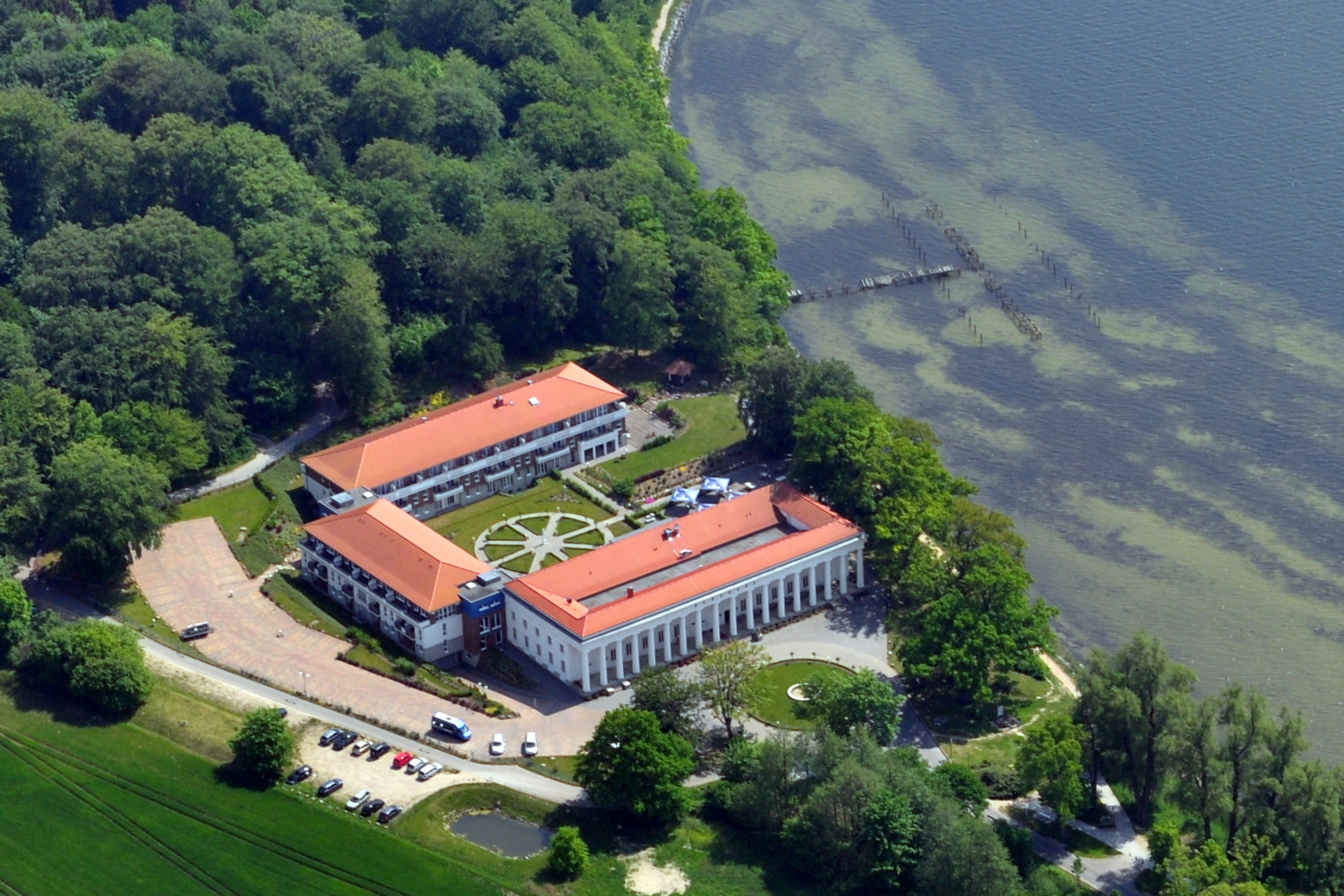
Fürdőház

## Fordítás
- Ez a szócikk részben vagy egészben  a   Putbus című német Wikipédia-szócikk fordításán alapul.  Az eredeti cikk szerkesztőit annak laptörténete sorolja fel. Ez a jelzés csupán a megfogalmazás eredetét és a szerzői jogokat jelzi, nem szolgál a cikkben szereplő információk forrásmegjelöléseként.